# 386.
◄ | 3. stoljeće | 4. stoljeće | 5. stoljeće | ►
◄ | 350-ih | 360-ih | 370-ih | 380-ih | 390-ih | 400-ih | 410-ih | ►
◄◄ | ◄ | 383. | 384. | 385. | 386. | 387. | 388. | 389. | ► | ►►
Astronomija • Književnost • Kršćanstvo

## Smrti
- Ćiril Jeruzalemski, svetac

## Vanjske poveznice
|  | Zajednički poslužitelj ima još gradiva o temi 386. |